# Aaro Toivonen
Pour les articles homonymes, voir Toivonen.
Aaro Toivonen, né le 19 avril 2005, est un footballeur finlandais qui joue au poste de milieu de terrain au KTP Kotka.

## Biographie

### Carrière en club
Aaro Toivonen est formé par le HJK Helsinki, où il commence sa carrière professionnelle, évoluant d'abord avec la réserve du club. Il joue son premier match avec l'équipe première du club le 30 juillet 2022, à l'occasion d'une rencontre de championnat contre l'IFK Mariehamn. Il remplace Nassim Boujellab en deuxième mi-temps et son équipe s'impose 1-0, dans une saison 2022 où son équipe remportera le championnat finlandais.

### Carrière en sélection
Déjà international finlandais dans les catégories inférieures, Aaro Toivonen connait ses premières sélections avec l'équipe de Finlande des moins de 18 ans à l'été 2022. Il doit néanmoins déclarer forfait pour le rassemblement suivant en septembre.

## Palmarès
HJK Helsinki
- Championnat de Finlande
  - Champion en 2022